# Roymil·lerita
La roymil·lerita és un mineral de la classe dels silicats. Rep el nom pel Dr. Roy McG. Miller, per les seves contribucions al coneixement de la geologia de Namíbia.

## Característiques
La roymil·lerita és un silicat de fórmula química Pb24Mg9(Si10O28)(CO₃)10(BO₃)(SiO₄)(OH)13O₅. Va ser aprovada com a espècie vàlida per l'Associació Mineralògica Internacional l'any 2016, i la primera publicació data del 2017. Cristal·litza en el sistema triclínic. Químicament força similar a la britvinita. Estructuralment es troba relacionada amb la britvinita i la molibdofil·lita.
L'exemplar que va servir per a determinar l'espècie, el que es coneix com a material tipus, es troba conservat a les col·leccions mineralògiques del Museu suec d'història natural d'Estocolm (Suècia), amb el número de catàleg: 20080176.

## Formació i jaciments
Va ser descoberta a la mina Kombat, a la localitat de Kombat, a Grootfontein (regió d'Otjozondjupa, Namíbia).Es tracta de l'únic indret de tot el planeta on ha estat descrita aquesta espècie mineral.